# ウィザードリィ 囚われし亡霊の街
『ウィザードリィ 囚われし亡霊の街』（ウィザードリィ とらわれしぼうれいのまち）は、2011年1月27日にPlayStation 3用ソフトとしてPlayStation Storeにて配信されたコンピュータRPG。
2016年2月5日にはPlayStation Vita版の配信が行われた。

## 概要
ダンジョンRPGの古典的名作である『ウィザードリィ』のブランド再生計画である「ウィザードリィ ルネサンス」の第6弾。ダウンロードコンテンツも用意されている。種族はヒューマン、ドワーフ、エルフ、ノーム、ポークルの5種類。ダウンロードコンテンツでフェルパー、フェアリーの2種類が追加された。職業は戦士、盗賊、魔術師、僧侶、司祭、侍、君主、忍者、剣聖、妖術師、僧兵、野伏、召喚士の13種類。
立ち入ったら二度と帰って来ることができない迷宮と化した街であるディメント王国の亡霊の街で、迷宮の真実を探り迷宮から脱出することがプレイヤーの目的となる。

## 登場人物
サイラス
閉ざされた街からの脱出を志すノームの少年。
フィオレ
閉ざされた街に迷い込んだヒューマンの女冒険者。
ベアトリクス
囚われた街の酒場の女主人。
アンゼルム
謎に包まれた高齢のエルフの男性。
カーマイン
フェルパーの少女で、閉ざされた街の現状を変えたいと考えている。
ターニヤ
閉ざされた街で暮らすことに疑問を持たないドワーフの少女。